# Muziekstad

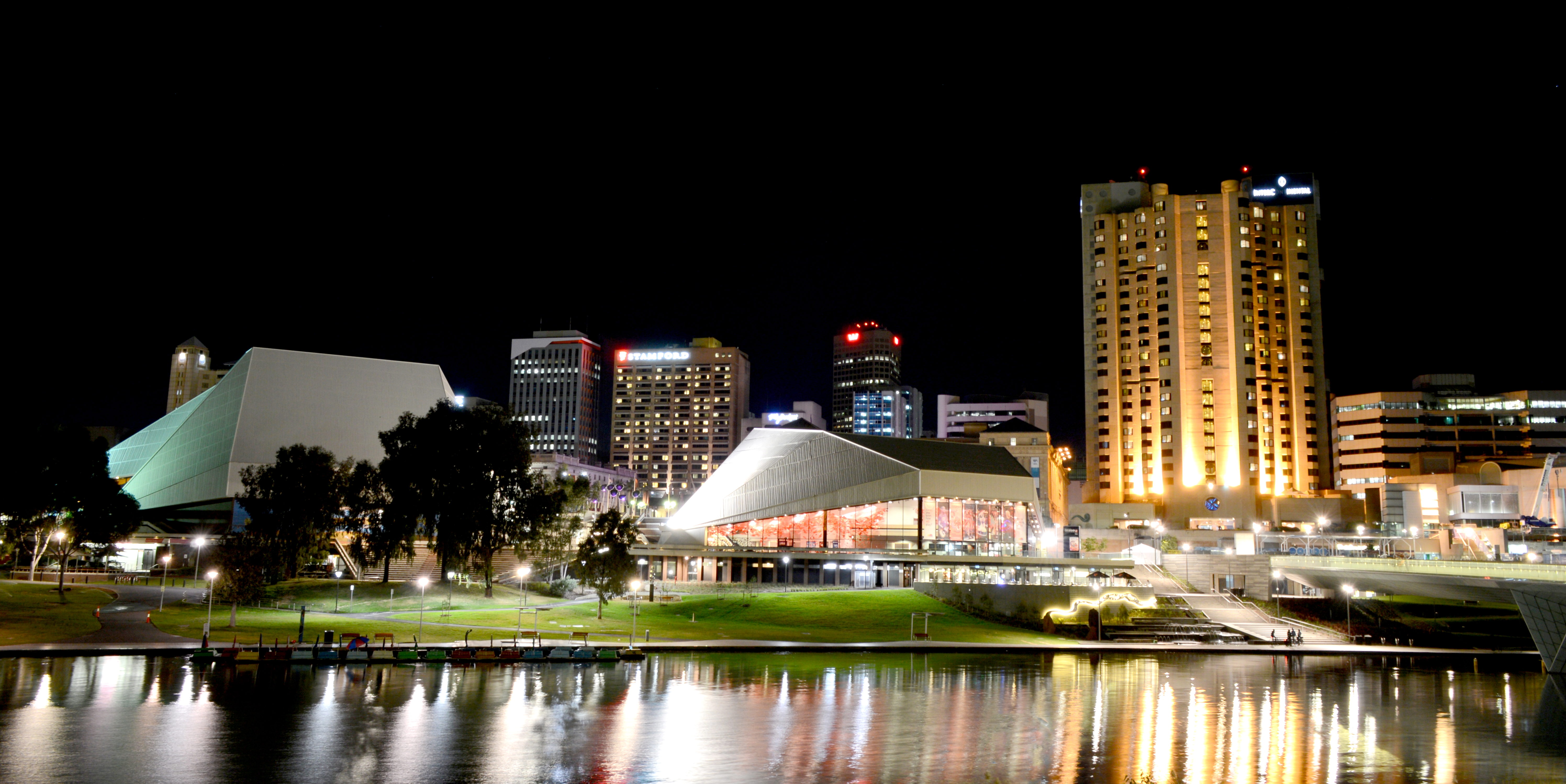
Adelaide Festival bij nacht in augustus 2014 (foto: Keir Gravil)

UNESCO's programma Muziekstad (officieel City of Music) maakt deel uit van het project Creative Cities Network. 
Dit netwerk werd in 2004 opgezet en heeft heden ten dage lidsteden op zeven creatieve gebieden. Die andere zijn: Ambachten en Volkskunst, Design, Film, Gastronomie, Literatuur en Mediakunst en Muziek.

## Criteria voor muzieksteden

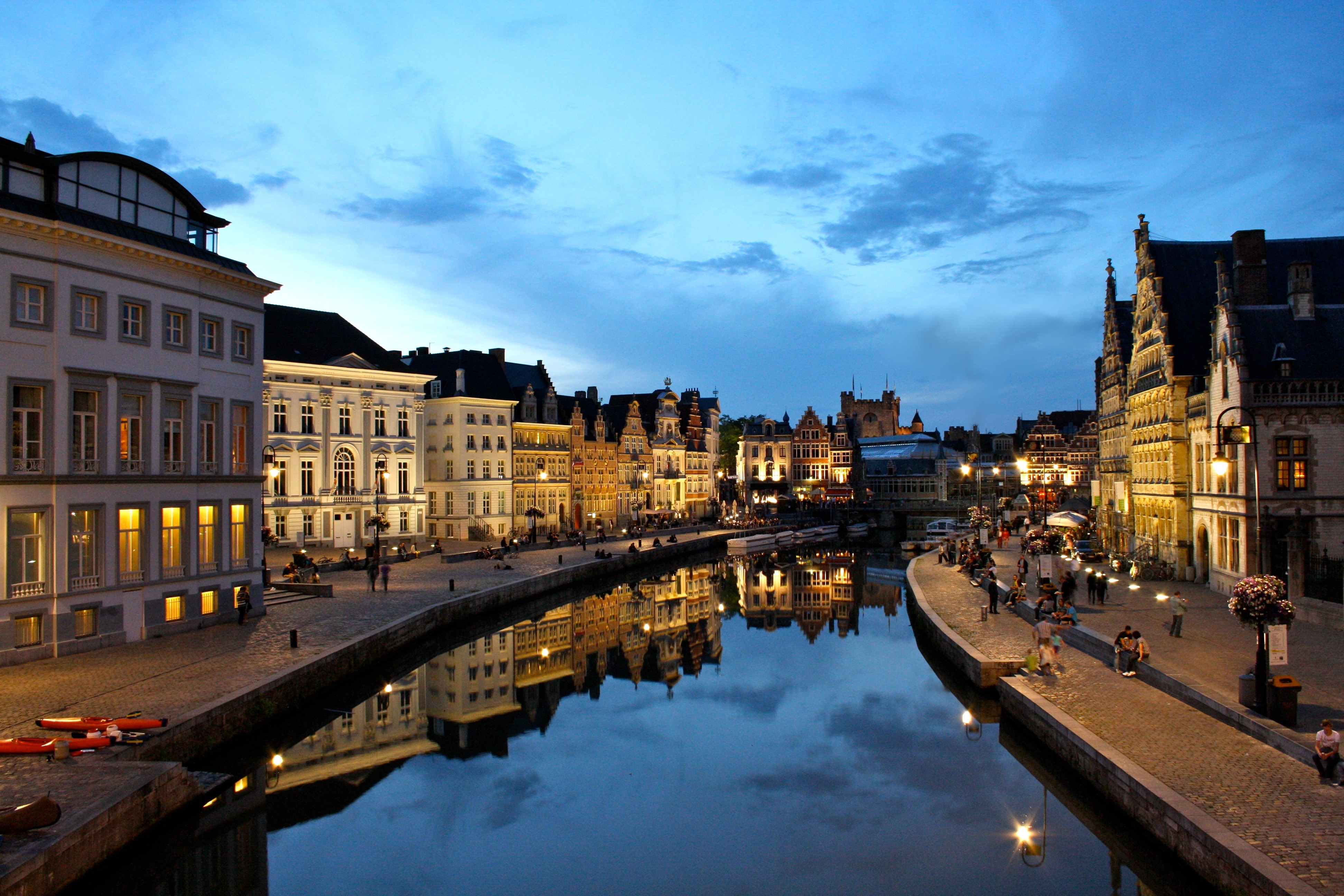
Graslei in Gent (foto: Thomas Kindermans)

Om te worden goedgekeurd als muziekstad, moet een stad aan een aantal door UNESCO opgestelde criteria voldoen.
Door UNESCO erkende muzieksteden hebben allemaal vergelijkbare kenmerken, zoals: 
- erkende centra van muzikale creativiteit en activiteit
- ervaring met het houden van muziekfestivals en -evenementen op nationaal of internationaal niveau
- promotie van de muziekindustrie op allerlei manieren
- muziekscholen, conservatoria, academies en instellingen voor hoger onderwijs die gespecialiseerd zijn in muziek
- informele structuren voor muziekonderwijs, inclusief amateurkoren en -orkesten
- binnenlandse of internationale platforms gewijd aan bepaalde genres van muziek en/of muziek uit andere landen
- culturele ruimtes geschikt voor het beoefenen en beluisteren van muziek, bijv. openluchtzalen.

## Over de steden

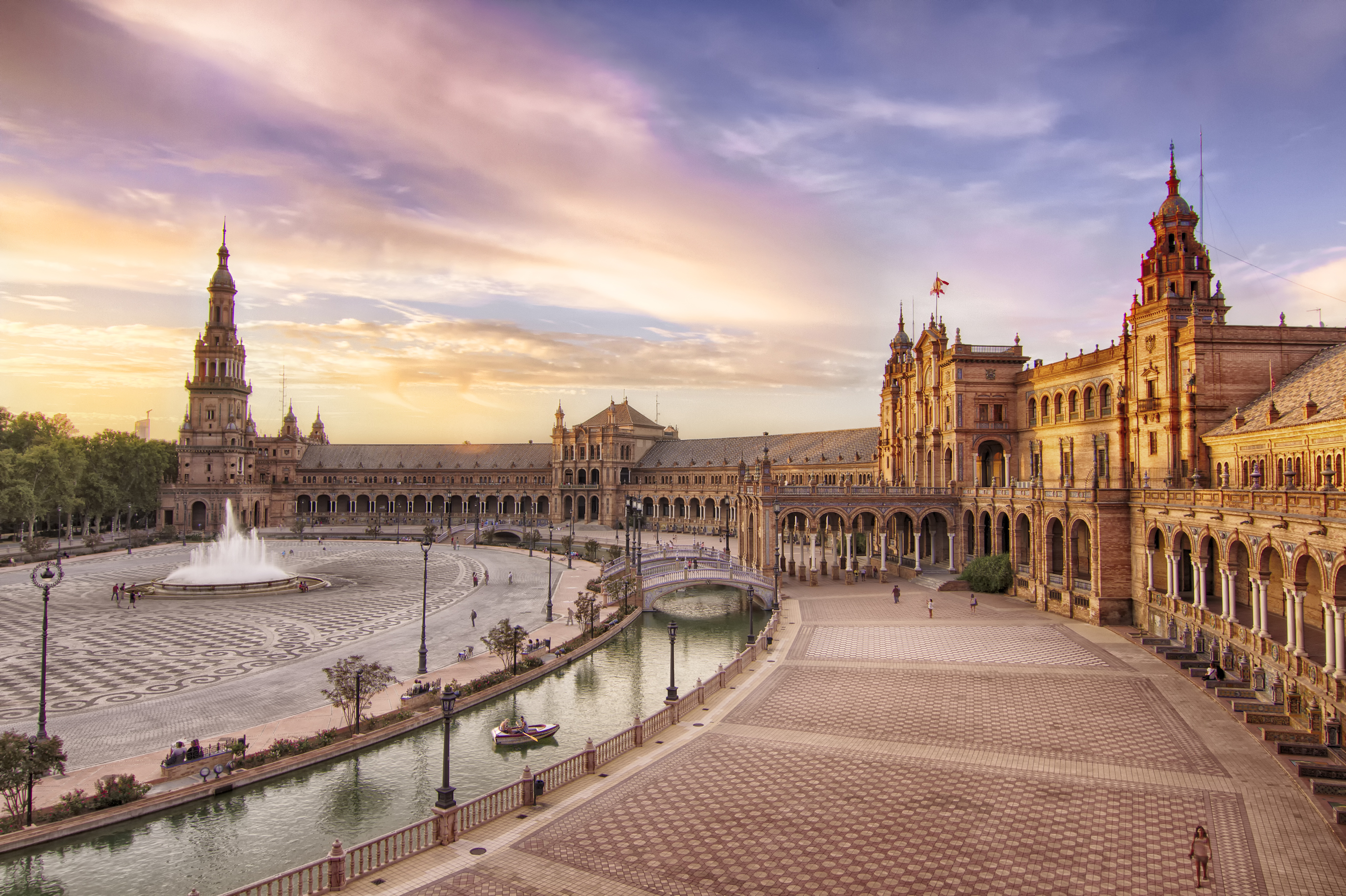
Plaza de España in Sevilla (foto: Francisco Colinet)

In maart 2006 werd Sevilla de eerste Muziekstad. Bologna kwam daar ongeveer twee maanden later bij.
Sevilla heeft een "legendarische Flamenco-scene", die UNESCO "Flamenco immaterieel cultureel erfgoed" noemt.
Hamamatsu is de stad waar muziekinstrumentenbedrijven Yamaha, Kawai en Roland werden opgericht.
Liverpool - "de stad die the Beatles heeft voortgebracht" kreeg zijn erkenning vanwege de "plek in het hart van haar stadsleven". UNESCO signaleerde ook een "duidelijk omschreven" strategie gericht op muziek, onderwijs en vaardigheden voor jongeren.
Idanha-a-Nova "leeft op het ritme van muziek", Gent is een "stad vol met cultuur" en Auckland is het "kloppend hart van de muziekindustrie van Nieuw-Zeeland".
Varanasi is "heilig, soulvol, spectaculair", Daegu is een "aangename en vooruitstrevende plek" en Sevilla "ontwapent en verleidt."

## Muzieksteden
Er zijn eenendertig Muzieksteden. 

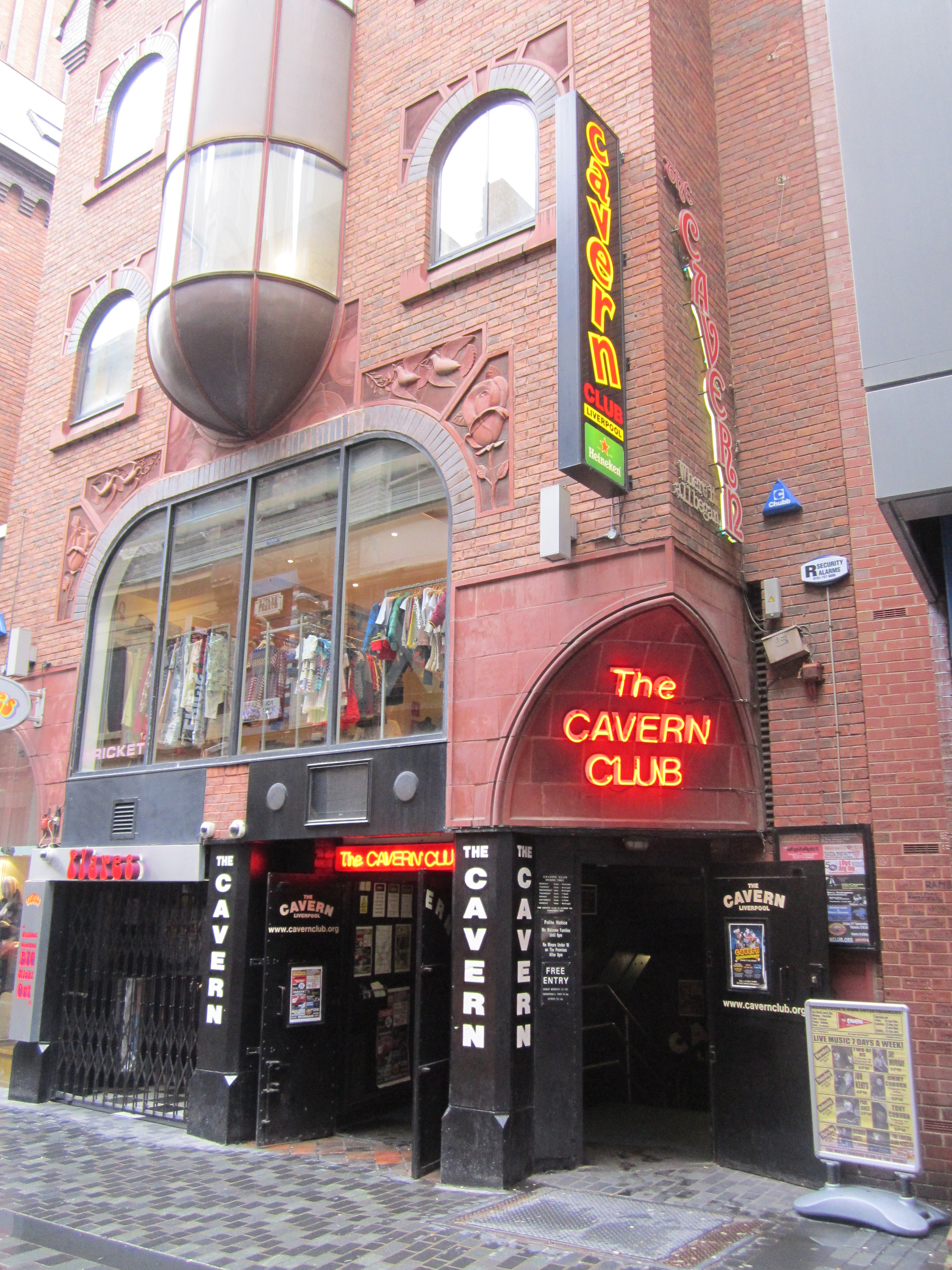
The Cavern Club in Liverpool in 2012 (foto: Rept0n1x)

Dertien van de deelnemende steden komen uit Europa, zes komen uit Azië en vier komen uit Zuid-Amerika. Afrika en Noord-Amerika hebben er elk drie en Oceanië heeft er twee. 
Zeven landen hebben twee Muzieksteden. 
De Muzieksteden zijn: 
- Australië, Adelaide (2015)[13]
- Kazachstan, Almaty (2017)[14]
- Portugal, Amarante (2017)[15]
- Nieuw-Zeeland, Auckland (2017)[16]
- Colombia, Bogotá (2012)[17]
- Italië, Bologna (2006)[18]
- Congo-Brazzaville, Brazzaville (2013)[19]
- Tsjechië, Brno (2017)[20]
- India, Chennai (2017)[21]
- Zuid-Korea, Daegu (2017)[22]
- Chili, Frutillar (2017)[23]
- België, Gent (2009)[24]
- Verenigd Koninkrijk, Glasgow (2008)[25]
- Japan, Hamamatsu (2014)[26]
- Duitsland, Hannover (2014)[27]
- Portugal, Idanha-a-Nova (2015)[28]
- Verenigde Staten, Kansas City (2017)[29]
- Polen, Katowice (2015)[30]
- Jamaica, Kingston (2015)[31]
- Congo-Kinshasa, Kinshasa (2015)[32]
- Verenigd Koninkrijk, Liverpool (2015)[33]
- Duitsland, Mannheim (2014)[34]
- Colombia, Medellín (2015)[35]
- Mexico, Morelia (2017)[36]
- Zweden, Norrköping (2017)[37]
- Italië, Pesaro (2017)[38]
- Kaapverdië, Praia (2017)[39]
- Brazilië, Salvador (2015)[40]
- Spanje, Sevilla (2006)[41]
- Zuid-Korea, Tongyeong (2015)[42]
- India, Varanasi (2015)[43]